# Arnold Büscher
Arnold Büscher (* 16. Dezember 1899 in Rehme (jetzt Bad Oeynhausen); † 2. August 1949) war ein deutscher KZ-Kommandant. Er war der Leiter der Lagerwache im KZ Plaszow im Zeitraum September 1944 bis etwa Januar 1945.

## Leben
Arnold Büschers Eltern führten in Rehme eine Bäckerei. Nach dem Volksschulbesuch begann er 1915 in Hamburg eine Lehre als Kaufmann. Von 1917 bis 1919 diente er in der Armee, danach arbeitete er für eine Versicherungsgesellschaft. 1926 heiratete er in Hamburg. In den 1920er Jahren wurde er mehrfach vorbestraft (teilweise inhaftiert) wegen Diebstahls, Hehlerei, Betrugs und Urkundenfälschung.
Büscher war zum 1. Juni 1931 der NSDAP beigetreten (Mitgliedsnummer 556.757) und seit demselben Jahr Mitglied der SS (SS-Nummer 11.862). Im März 1934 wurde er SS-Untersturmführer und im Mai 1934 Adjutant in der 28. SS-Standarte. Im folgenden Jahr schied er aus dem aktiven SS-Dienst aus; in seiner Personalakte wurde er als „zur weiteren Beförderung nicht geeignet“ eingestuft. Danach arbeitete er bei der Volksfürsorge Lebensversicherung.
Nach Ausbruch des Zweiten Weltkrieges wurde er ab September 1939 in den Konzentrationslagern Flossenbürg, Sachsenhausen und Buchenwald eingesetzt. Im September 1941 wurde er zum Obersturmführer befördert. 1942 leistete er Dienst im KZ Mauthausen und ab 1942 im KZ Neuengamme, wo er kommissarisch den SS-Totenkopfsturmbann führte. Im April 1944 wurde er Schutzhaftlagerführer im KZ Plaszow und war dort als Hauptsturmführer kommissarischer Nachfolger des Lagerkommandanten Amon Göth, nachdem dieser am 13. September 1944 verhaftet worden war. Im November 1944 wurde er Lagerführer des Außenlagers Wilhelmshaven des KZ Neuengamme, danach tat er Dienst im Lager Ohrdruf, einem Außenlager des KZ Buchenwald.
Er wurde am 23. Januar 1948 für seine Taten im KZ Plaszow in Polen zum Tode verurteilt. Am 2. August 1949 wurde er durch Erhängen hingerichtet.